# 米内義人

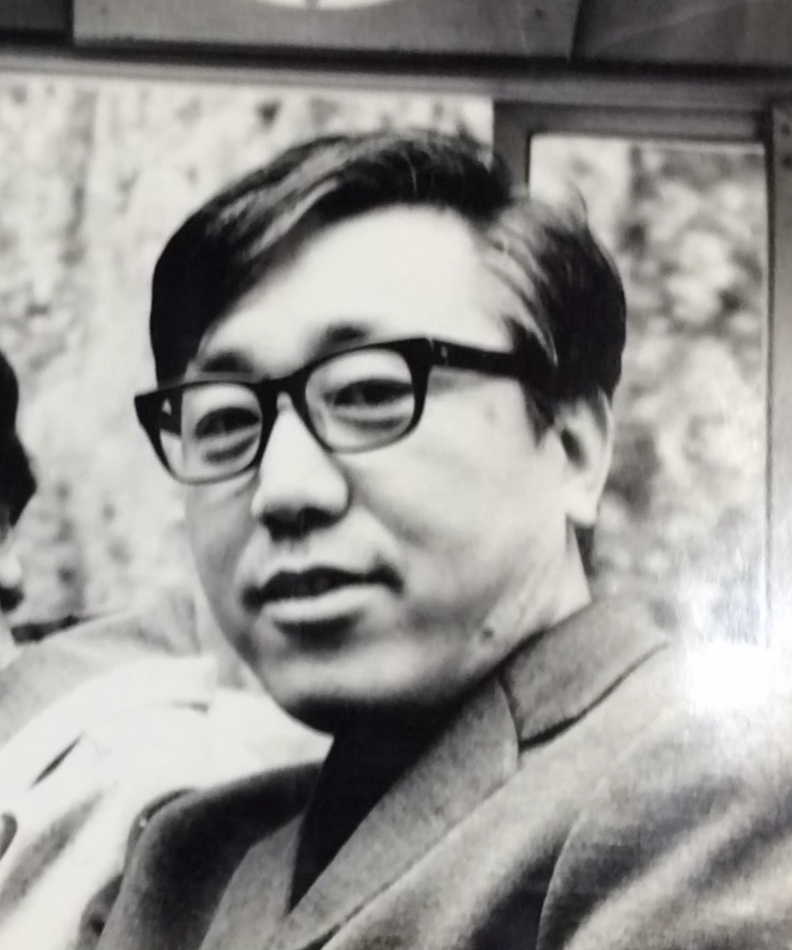
米内義人

米内 義人（よない よしと、1933年1月5日 - 2017年6月13日）は日本の教育・文化映画の脚本・演出家、シナリオライター、監督。代表作に「振動の世界」、「日本住血吸虫」や「水車から電気へ」などがある。父は日本画家の米内穂豊。兄は米内貞弘。

## 経歴
米内義人は、1933年（昭和8年）1月5日、東京市本郷区に生まれる。東京学芸大学学芸部史学科中退。日本大学芸術学部映画学科卒業。1958年（昭和33年）に監督として第一作の「美和ダム建設記録」を発表、同年から東映株式会社専属契約監督。1963年（昭和38年）から株式会社桜映画社で脚本・演出家として活躍。1967年（昭和42年）、東京文映株式会社に入社、取締役に就任、1979年（昭和54年）同社退社。以後、フリーとして教育・文化映画の脚本・演出家、シナリオライター、監督。2017年（平成29年）6月13日没。

## 受賞歴
- 1993年 教育映画祭 視聴覚教育功労賞

海外映画祭授賞歴
- 「女王蜂の神秘」（シナリオ担当）
  - 1963年度ベニス映画祭 銅賞
  - 1963年度パドバ農業映画祭最高賞
  - 1963年度バンクーバー映画祭特別賞
  - 1964年度パドバ映画祭ブロンズ牛頭賞

- 「和菓子」（シナリオ・監督担当）
  - 第10回サンフランシスコ国際映画祭金門賞

- 「オトシブミの観察」（シナリオ・監督担当）
  - 第12回サンフランシスコ映画祭金門賞

- 「振動の世界」    （シナリオ・監督）
  - 第12回シカゴ国際映画祭創造優秀賞
  - 第15回リオ国際産業映画祭最優秀監督賞
  - スペイン国際産業映画祭最優秀賞

- 「日本のゆり」    （シナリオ・監督）
  - 1970年全米園芸映画祭最優秀賞

- 「日本住血吸虫」    （シナリオ・監督）
  - 1978年リオ国際映画祭銀賞

- 「奇巧から科学技術へ＝＝～文明開化」
  - 1980年？イラン国際映画祭入賞

キネマ旬報ベストテン
- 1964年 「女王蜂の神秘」    第4位
- 1966年 「オトシブミの観察」  次点
- 1968年 「和菓子」第6位
- 1969年 「山ノ辺の道」  第10位
- 1971年 「振動の世界」  第4位
- 1974年 「水と農業」 第8位
- 1977年 「日本住血吸虫」  第10位
- 1978年 「水車から電気へ」  第10位
- 1979年 「地方病との斗い」  第10位

短編百選に入選した作品
（日本の文化映画誕生百年を記念して後世に残すべき100本を文化映画の批評家・プロデューサーが投票で決めたもの）
- 「女王蜂の神秘」
- 「和菓子」
- 「振動の世界」
- 「水車から電気へ」

教育映画祭、教育映画コンクールで最高賞（金賞）
（文部大臣賞 または文部省特選を得たもの）
- 1959年 「アリの社会生活」
- 1963年
  - 「オトシブミの観察」
  - 「配色」
  - 「化学平衡」
- 1965年 「和菓子」
- 1968年 「山ノ辺の道」
- 1972年
  - 「細胞のふえ方」
  - 「胃の血管構築と微小循環」
- 1974年
  - 「植物の反応」
  - 「水と農業」
- 1977年 「日本住血吸虫」
- 1978年
  - 「水車から電気へ」
  - 「地方病との斗い」
- 1979年
  - 「縄文土器」
  - 「蜜蜂の行動をさぐる」（シナリオのみ）
- 1981年 「農業とバイオテクノロジー」
- 1982年 「祖谷のかずら橋」
- 1991年
  - 「遺伝の法則をたしかめる」
  - 「太陽・月・地球ガリレオの見たもの」
- 1992年 「新しい地球の科学・日本列島の誕生」

科学技術映画祭受賞作品
- 第4回
  - 「女王蜂の神秘」
  - 「カニの生活」
- 第5回 「オトシブミの観察」
- 第12回「振動の世界」
- 第15回「植物の反応」
- 第16回「水と農業」
- 第18回「日本住血吸虫」
- 第20回
  - 「蜜蜂の行動をさぐる」
  - 「地方病との斗い」
- 第21回「μｍの技術」
- 第23回「生物の数と密度」
- 第24回「湖は今～」
- 第28回「半導体の話」
- 第31回「赤血球をつくる」（シナリオのみ）

教育映画祭・教育映画コンクール優秀作品賞
- 「女王蜂の神秘」
- 「植物の分布」
- 「動物の反応」
- 「水車から電気へ」
- 「地方病との斗い」
- 「縄文土器」
- 「新宿・四谷今は昔」
- 「大名と大坂の商人」
- 「植物の実験・観察」
- 「標本調査」
- 「覚醒剤はなぜ恐ろしいか」
- 「光電池のはたらき」
- 「遺伝の法則をたしかめる」
- 「祖谷のかずら橋」
- 「太陽・月・地球 ガリレオの見たもの」
- 「四角形のふしぎ」
- 「植物の名前しらべ」
- 「第二の自然環境」
- 「海は恋人」
- 「山の中の大煙突」
- 「新しい公害」
- 「江戸のリサイクル」
- 「私たちのラムサール条約」
- 「狼とざる森、ぬすと森」

産業映画コンクール受賞作品
- 「神鋼電機」 奨励賞
- 「コックローチ・ボックス」 日本産業映画賞
- 「振動の世界」 奨励賞
- 「胃の血管構築と微小循環」 日本産業映画賞
- 「細菌性炎症と抗生剤」  奨励賞
- 「ふるさとの山々」  奨励賞
- 「洗濯の科学」 奨励賞
- 「日本住血吸虫」  日本産業映画賞
- 「下水道」   奨励賞
- 「ロイコチトゾーンとヌカカ対策」奨励賞
- 「地方病との斗い」 日本産業映画賞
- 「新宿・四谷 今は昔」 奨励賞
- 「電気を送る」 奨励賞
- 「アセンブリの技術」 奨励賞
- 「新宿わが町 近代の歩み」  奨励賞
- 「赤血球をつくる」 奨励賞（シナリオ担当）
- 「祖谷のかずら橋」 日本産業映画賞

1958年 第1回 国土建設映画コンクール
- 「美和ダム建設記録 前・後編」 会長賞

1984年 日本紹介映画コンクール
- 「奇巧から科学技術へ  文明開化」  金賞

1961年 第6回東京都映画コンクール
- 「アリの社会生活」  金賞

1963年 第11回都映画コンクール
- 「オトシブミの観察」 金賞
- 「配色」 銀賞

1965年 第12回都映画コンクール
- 「化学平衡」  金賞